# Ercole (Antonio del Pollaiolo)
Ercole è un bronzetto (altezza 44,1 cm col piedistallo) di Antonio del Pollaiolo, databile al 1492-1494 circa e conservato nella Frick Collection a New York.

## Storia
L'opera è datata in maniera incerta, comunque nella seconda metà del XV secolo, con una maggiore probabilità all'ultimo quarto. L'artista creò diverse statuette sul tema di Ercole, come l'Ercole e Anteo al Bargello o l'Ercole in riposo dei Musei Statali di Berlino, in genere datate agli anni 1475-1480. La statuetta presente è stata anche messa in relazione con uno degli Ercole scolpiti dal giovane Michelangelo per Piero il Fatuo (uno in marmo e uno fatto con la neve a palazzo Medici), databili rispettivamente al 1492 e il 1494. Altri collegano la statuetta a modelli antichi, a cui l'artista avrebbe potuto attingere mentre si trovava a Roma, al lavoro per le tombe papali.

## Descrizione e stile
Ercole, simbolo della forze della virtù sulla tirannia e l'inganno, è rappresentato nudo e in posizione trionfante, con la leontè legata alla spalla sinistra e la gamba sinistra appoggiata su un teschio di animale con le corna: si tratta forse di un riferimento all'Ercole Invitto, al quale nell'antichità si soleva sacrificare, una volta all'anno, un toro. La figura emana un senso di potenza, enfatizzato dalla rifinitura grezza, con una muscolatura possente e una capigliatura folta e impiastricciata, tipica di altre opere dell'artista. Venne fuso in un unico pezzo col piedistallo, che mostra trofei all'antica.
Attualmente attribuita a Giovan Francesco Rustici sul sito web della Frick Collection: 
https://collections.frick.org/objects/233/hercules